# 1857
1857 (MDCCCLVII) je bilo navadno leto, ki se je po gregorijanskem koledarju začelo na četrtek, po 12 dni počasnejšem julijanskem koledarju pa na torek.

## Dogodki
- zgrajena železnica Dunaj-Trst

## Rojstva
- 22. februar - Heinrich Rudolf Hertz, nemški fizik († 1894)
- 13. maj - Ronald Ross, angleški zdravnik, nobelovec 1902 († 1932)
- 6. junij - Aleksander Mihajlovič Ljapunov, ruski matematik, mehanik, fizik († 1918)
- 8. julij - Alfred Binet, francoski psiholog in izumitelj testa inteligentnosti († 1911)
- 30. julij - Thorstein Bunde Veblen, ameriški ekonomist, sociolog († 1929)
- 10. september - James Edward Keeler, ameriški astronom, astrofizik († 1900)
- 17. september - Konstantin Edvardovič Ciolkovski, ruski matematik, fizik, letalski in raketni konstruktor, inženir, vizionar († 1935)
- 26. november - Ferdinand de Saussure, švicarski filozof in jezikoslovec († 1913)
- 16. december - Edward Emerson Barnard, ameriški astronom († 1923)

## Smrti
- 2. maj - Alfred de Musset, francoski pesnik, dramatik  (* 1810)
- 21. junij - Louis Jacques Thénard, francoski kemik (* 1777)
- 5. september - Auguste Comte, francoski pozitivistični filozof in sociolog (* 1798)
- 19. oktober - Johnnie Walker, škotski špecerist, ustanovitelj istoimenskega podjetja (* 1805)